# Cairngorms
Los montes Cairngorms son una cadena montañosa en las Tierras Altas orientales de Escocia (Reino Unido) muy asociados con la montaña del mismo nombre: Cairn Gorm. En realidad, los Cairngorms parecen una sola meseta elevada y grande adornada con montañas glaciares redondeadas. En realidad son varias mesetas, cuyos pasos no son muy profundos. 
Los Cairngorms forman parte del segundo parque nacional de Escocia el 1 de septiembre de 2003: parque nacional Cairngorms, que se extiende por las council areas de Aberdeenshire, Moray, Angus, Perth and Kinross y Highland.
Los «Cairngorms» fueron temporalmente, entre 1996 y 2012, uno de los bienes de la Lista Indicativa de Reino Unido.

## Nombre
Usualmente mencionadas como The Cairngorms - este uso "moderno" de Cairn Gorm para referirse a toda la cadena montañosa es potencialmente equívoco - Watson (1975) se refiere a ella como un apodo explicando que el anterior nombre de la cordillera era Am Monadh Ruadh - los montes rojos distinguiéndolas de Am Monadh Liath - los montes grises al oeste del río Spey.
Irónicamente, bautizar la cordillera por el monte Cairn Gorm crea una contradicción, pues Cairn Gorm significa Cairn azul - tomando eso en sentido literal haría que los montes rojos fueran los montes azules, cambiando el nombre antiguo por completo. Esta ironía parece haber pasado desapercibida, pues ambos nombres se usaron al bautizar el Parque nacional que incorpora la cordillera. Su nombre oficial en inglés, Parque Nacional Cairngorms se traduce aproximadamente al gaélico como el Parque nacional de los montes azules, traduciéndose en cambio su nombre gaélico Pairc Naiseanta a Mhonaidh Ruaidh aproximadamente como el Parque nacional de los montes rojos.
En Alexander (1928) el autor se refiere al Colonel T. Thornton que visitó la zona en 1786, y su libro Sporting Tour publicado en 1804 en el que se refiere a la cordillera como los Cairngorms.
Tanto Alexander (1928) como Watson (1975) parecen sugerir que el libro del Colonel Thornton fue la primera vez que se usó el término Cairngorms impreso para referirse a todo el conjunto.

## Ubicación

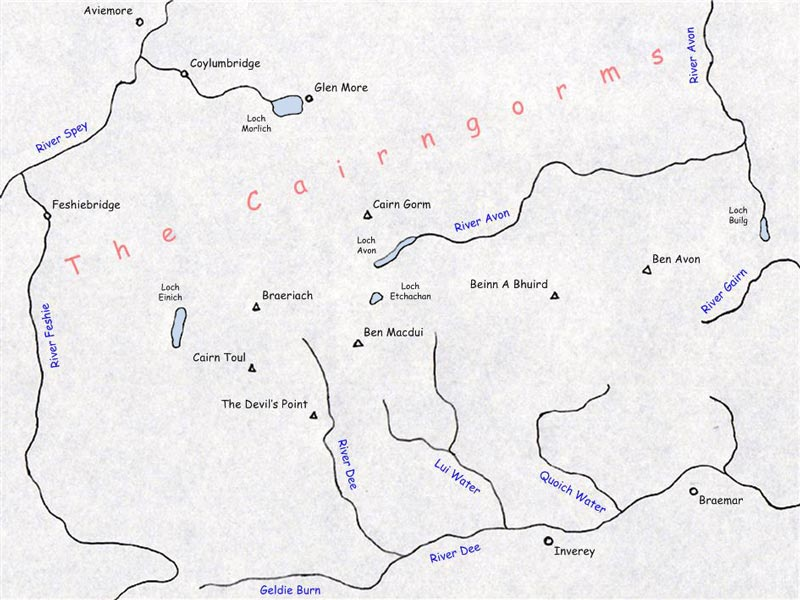
Mapa de los montes Cairngorms

Aunque las Cairngorms están dentro del parque nacional, son solo una parte de él. En Watson (1975) el autor delinea el principal macizo Cairngorm como una zona entre Aviemore en el noroeste, Glen Gairn y Braemar en el sureste y Glen Feshie en el suroeste. 
Hablando en términos generales, pues, el límite meridional de la cordillera corre ligeramente al este de Braemar - al oeste a lo largo de Glen Dee a White Bridge, a través de Glen Geldie hasta la cabeza de Glen Feshie. El límite occidental corre abajo Glen Feshie (hacia el norte) y el río Spey a Aviemore. El límite septentrional va aproximadamente hacia el este desde Aviemore a través de Glen More a Glen Avon. El límite oriental entonces iría (hacia el sur) para arriba de Glen Avon y sobre Am Bealach Dearg para llegar de nuevo al punto ligeramente al este de Braemar - véase esbozo.
Al sur de Cairngorms hay una cadena distinta, los montes Grampianos - en Watson (1975) el autor los describe como que van desde Drumochter en el oeste casi hacia el mar justo al sur de Aberdeen.
En Gordon (1925) - la región de los Cairngorms está incluso más estrechamente marcado, mostrando al final un mapa en el que están incluidos Aviemore, el río Feshie, el río Dee y Creag Choinnich, pero no Glen Geldie ni Glen Gairn.
Históricamente, antes de la regionalización de Escocia en 1975, la mayor parte de la sierra quedaba dentro del condado de Aberdeenshire con el resto dentro de Inverness-shire en el oeste y Banffshire en el norte.

## Acceso

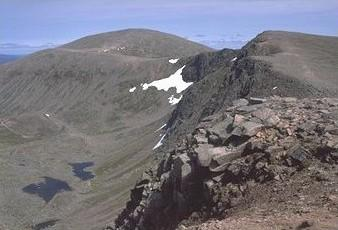
Cairn Gorm.

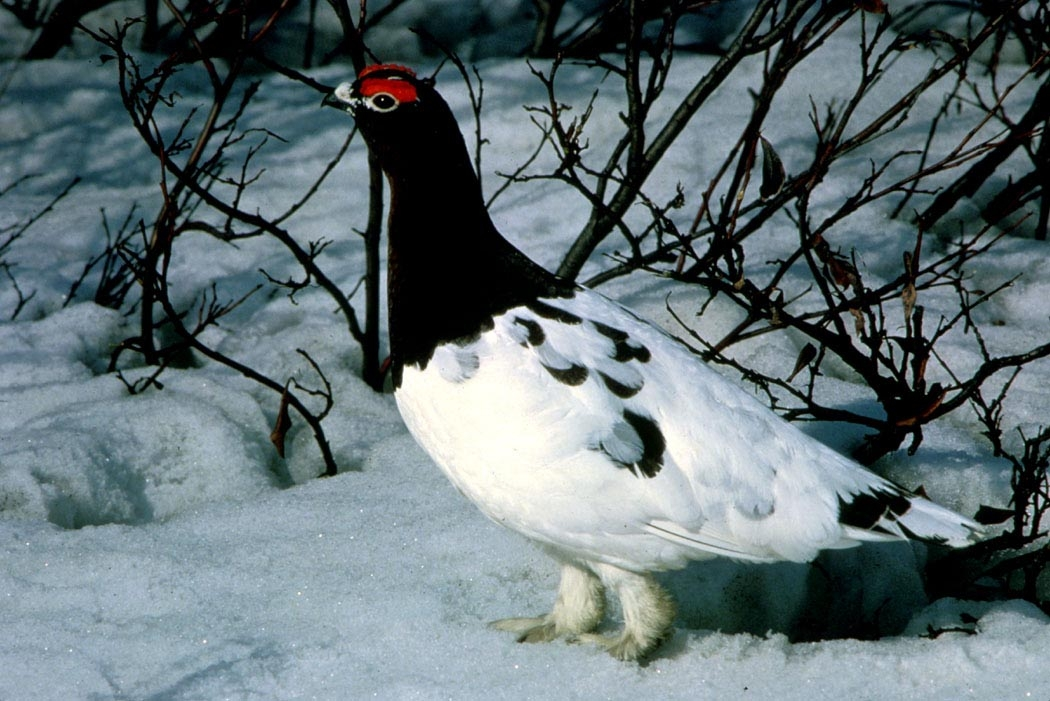
Perdices nivales, frecuentes en los Cairngorms.

No hay carreteras públicas que atraviesen los Cairngorms. Todas las carreteras públicas en la zona general o bien rodean la cordillera o de detienen al llegar, proporcionando acceso solo a ellas. Históricamente, los transeúntes han podido cruzar los Cairngorms siguiendo las rutas tradicionales del Lairig Ghru y el Lairig Laoigh, o rodearlos siguientdo Glen Dee - Glen Feshie y Bealach Dearg.
Desde el sur, y el sureste, el acceso motorizado acaba en Linn of Dee o Allanaquoich. Desde el noroeste acaba en Coylumbridge o el aparcamiento de la zona de esquí de Cairn Gorm.

## Geografía
Los Cairngorms son las mesetas más altas, frías y nevadas de las islas británicas y tienen en su interior cinco de las seis montañas más altas de Escocia, todas ellas munros: 
- Ben Macdhui (1309 m)
- Braeriach (1296 m)
- Cairn Toul (1293 m)
- Sgor an Lochain Uaine (1258 m)
- Cairn Gorm (1245 m)

Los Cairngorms se formaron 40 millones de años antes de la última glaciación, cuando una ligera elevación alzó una penillanura erosionada basada en un plutón de granito expuesto. Los picos más elevados de la actualidad representan cerros testigo erosionados. 
Recorren la región los ríos Dee y Spey, así como dos afluentes de este último, los ríos Feshie y Avon.
Es una zona escasamente poblada debido a la naturaleza extrema del clima. Pueden conservarse neveros sobre los montes hasta agosto o septiembre, mientras que en el Garbh Coire Mòr de Braeriach la nieve se ha fundido solo cinco veces en el último siglo. Ahora bien, en los últimos años, como un posible indicador del cambio climático, la cantidad y duración de los neveros en los Cairngorm ha decaído significativamente. La temperatura más baja del Reino Unido se ha documentado dos veces en los Cairngorms, en Braemar, donde se alcanzaron los -27.2 oC, el 11 de febrero de 1895 y el 10 de enero de 1982. También en una ocasión se alcanzó el viento más intenso del Reino Unido, 150 nudos (274 km/h) en la cumbre de Cairngorm Summit el 20 de marzo de 1986, donde las velocidades del viento por encima de los 160 km/h son frecuentes.

## Ocio
En las Cairngorms existe una concentración de industria del esquí y los deportes de invierno, con tres de las cinco estaciones escocesas: Cairn Gorm, Glenshee y The Lecht.
Un tren funicular abrió aquí a finales del 2001, yendo desde la estación en la base a 637 metros hasta el Ptarmigan Centre, situado a 1097 m s. n. m., 150 m de la cima de Cairn Gorm. Fue construido en medio de cierta controversia entre quienes defendían que atraería a valiosos turistas a la región, frente a otros que argumentaban que semejante desarrollo iba en contra de un área supuestamente protegida.
Las montañas son también muy conocidas para senderismo, deportes de invierno, avistamiento de aves, escalada, caza, vuelo sin motor y pesca con mosca. No obstante, la zona puede ser muy peligrosa en ocasiones, con condiciones climatológicas impredecibles y cambiantes. Debido a ello, deben adoptarse todo tipo de precauciones para ir a las montañas.
En 1964, el físico Peter Higgs de Edimburgo estaba caminando por los Cairngorms cuando se le ocurrió su famosa idea de romper la simetría en la teoría electrodébil, hoy un elemento clave del modelo estándar de física de partículas. Si el llamado bosón de Higgs es detectado experimentalmente, esto dará a los Cairngorms un lugar especial en la historia de la ciencia.